# Vääräjärvi (sjö i Nyslott, Södra Savolax)
Vääräjärvi är en sjö i kommunen Nyslott i landskapet Södra Savolax i Finland. Sjön ligger 81,6 meter över havet. Arean är 79 hektar och strandlinjen är 8,66 kilometer lång. Sjön  ingår i Vuoksens huvudavrinningsområde.   Den ligger omkring 76 kilometer öster om S:t Michel och omkring 260 kilometer nordöst om Helsingfors. I sjön finns bland andra ön Itikkasaari. 